# Target Field
O Target Field é um estádio de beisebol localizado em Minneapolis, no estado de Minnesota, nos Estados Unidos, é a casa do time Minnesota Twins que joga na Major League Baseball. O estádio foi inaugurado em 2010 em substituição ao Hubert H. Humphrey Metrodome, possui capacidade para 39.504 pessoas.